# Зеленчик синьолобий
Зеленчик синьолобий (Chloropsis venusta) — вид горобцеподібних птахів родини зеленчикових (Chloropseidae).

## Поширення
Ендемік Суматри. Поширений у гірських районах від північного Ачеху до Бандар-Лампунгу.

## Опис
Найменший представник родини, сягає завдовжки 18-21 см. Тіло міцної статури. В оперенні переважає зелений колір. Дзьоб конічний, довгий, ледь зігнутий. Крила заокруглені. Хвіст квадратний. Ноги міцні.

## Спосіб життя
Живе у вологих тропічних лісах з густим пологом. Активний вдень. Трапляється поодинці або під час шлюбного періоду парами. Всеїдний. Живиться комахами та фруктами, інколи нектаром. Інформації про розмноження цих птахів бракує, але вона, напевно, не суттєво відрізняється від того, що можна спостерігати в інших видів родини.